# Crooswijk

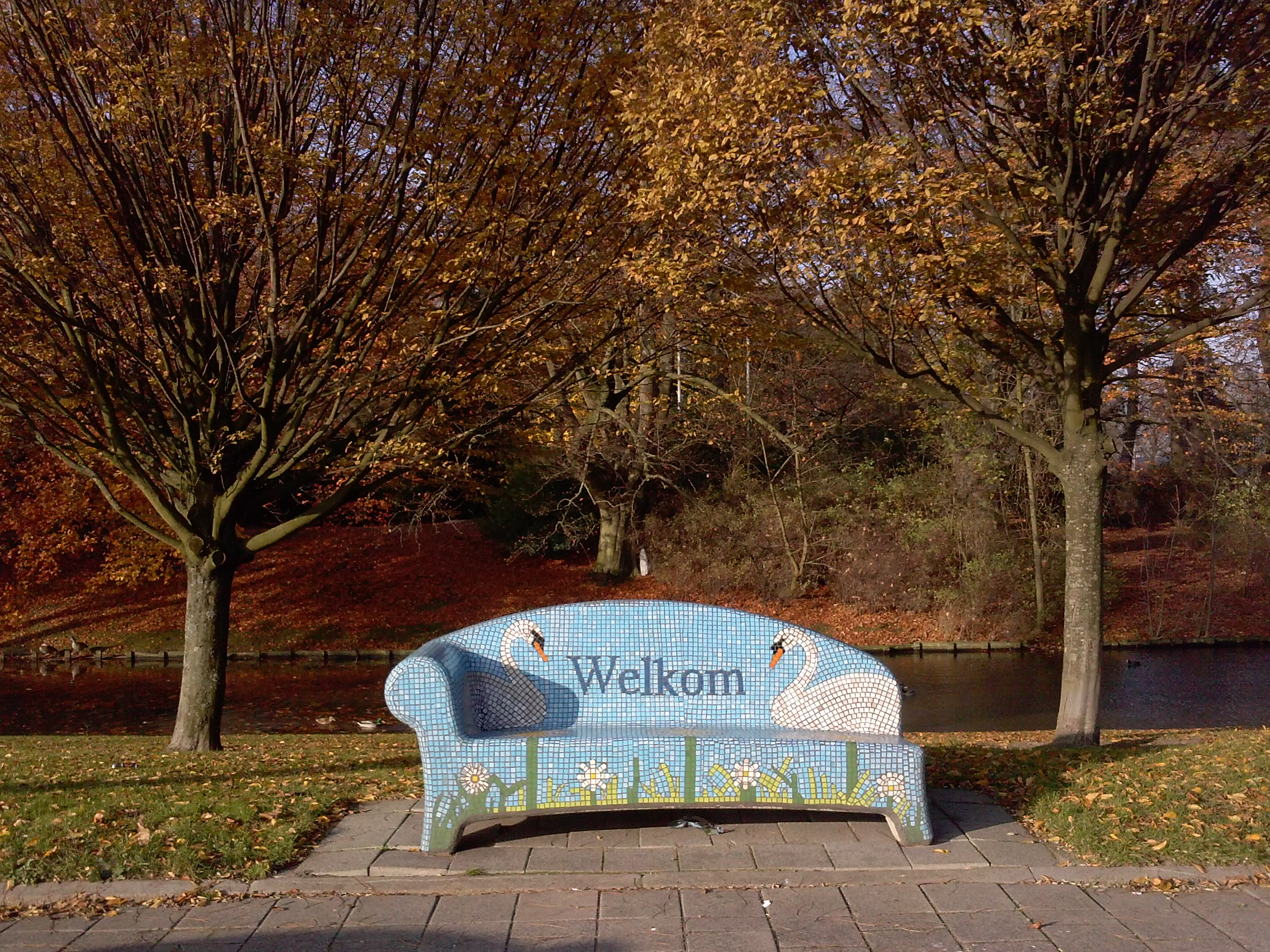
Mozaïekbank aan de Kerkhoflaan in Nieuw-Crooswijk

De Crooswijk is een wijk in de Nederlandse stad Rotterdam. De wijk ligt ingeklemd tussen de wijk Kralingen, de Boezem, het Oude Noorden en Centrum.
Crooswijk was ooit bekend om zijn marinierskazerne. Veel straatnamen getuigen nog van een militair verleden van het Korps Mariniers: Tamboerstraat, Pijperstraat, Schuttersveld, Excercitiestraat, Vaandrigstraat. Crooswijk heeft ook een industrieel verleden. Jamin, de Heinekenbrouwerij, een tramremise en talloze abattoirs waren er gevestigd. Deze industrieën hebben plaatsgemaakt voor sociale woningbouw. Aan de Crooswijksesingel staat alleen het monumentale kantoorgebouw van Heineken nog overeind. Crooswijk is een van de oorspronkelijk Rotterdamse volksbuurten (in tegenstelling tot veel andere volksbuurten in de stad, die van oorsprong zelfstandige dorpen waren) en de wijk wordt sterk geassocieerd met de "echte" Rotterdammer en het Rotterdams dialect.
Crooswijkers zochten en zoeken hun ontspanning in het Kralingse Bos met de daaraan gelegen Kralingse Plas. Crooswijk is een wijk met drie buurten: Oud-Crooswijk, Nieuw-Crooswijk en Rubroek.
Crooswijk vormde samen met Kralingen tot begin 2014 de deelgemeente Kralingen-Crooswijk. Met ongeveer 53.000 inwoners is Kralingen-Crooswijk sindsdien een middelgroot stadsdeel.
In september 2016 maakte het Sociaal en Cultureel Planbureau bekend dat de postcode 3034, welke tot Crooswijk behoort, de armste postcode van Nederland is.
De wijk is vernoemd naar de buitenplaats Huis te Crooswijk.

## Geschiedenis
Het Huis te Crooswijk werd in de 13e eeuw gebouwd. In de 14e eeuw werd de toenmalige Heer van Voorne genoemd als de eigenaar van het kasteel. Het Huis te Crooswijk of Duifhuis lag daar waar de oorspronkelijke bedijking de Rotte kruiste. In de 16e eeuw was er van het oude bouwwerk niet veel meer over dan een ruïne. Tegen het jaar 1600 moet er een nieuw huis gebouwd zijn, dat in 1624 eigendom werd van de brouwer Allard van der Duyn. Door hem werd het huis nog eens geheel "vernieuwt ende seer heerlijck vertimmert ende vergroot met schoone opgemetselde graften (helling/muur) en schoone plantagiën (moestuinen)". In 1828 werd de stad eigenares. Zij had het terrein nodig voor de aanleg van een begraafplaats buiten de stad (de huidige Algemene Begraafplaats Crooswijk). In de 18e eeuw sprak men over Crooswijk als volgt: "Krooswijk is een vermakelijke buurt of gehucht van lusthoven, moestuinen en woonhuizen"

### Bouw woonwijken
Crooswijk was tot 1864 een kale polder, particulieren begonnen in die tijd met de ontwikkeling van het terrein tot woonwijk. In 1862 was de Crooswijksesingel al gereed, deze singel werd aangelegd in het kader van het Waterproject van Willem Nicolaas Rose (1801–1877). De bebouwing begon buiten de cirkel van de singelgordel, dit was tegen het originele plan in. Midden in de polder kwamen veel arbeiderswoningen, dit is nog steeds te zien aan de nauwe straten. Deze huizenreeks moest voorzien in de toenemende vraag naar woningen voor de groeiende arbeidsbevolking.
Langs de singels verrezen statige panden voor de rijkere burgerij, conform de eis die architect Rose aan het (hele) singelplan had verbonden. De vraag hiernaar in Crooswijk was (in die tijd) niet groot. Ook kwamen er in de wijk industrieën, die niet langer gewenst waren in het centrum van Rotterdam. De Heineken bierbrouwerij vestigde zich aan de Crooswijksesingel en in 1879/1880 werd een remise, later de centrale werkplaats, van de RTM/RET(M) aan de Isaäc Hubertstraat naast de Heinekenbrouwerij gebouwd. In 1883 verhuisden ook de veemarkt en het abattoir naar de wijk.

### Stadsvernieuwing
In de laatste periode van de Rotterdamse stadsvernieuwing (1987-1995) is Nieuw Crooswijk voor een groot gedeelte opgeknapt voor een geplande gebruiksduur van 35 jaar. Woningcorporatie Woningbedrijf Rotterdam (WBR; nu met corporatie de Nieuwe Unie gefuseerd tot 'Woonstad') is eigenaar van het merendeel van de (sociale) huurwoningen in Nieuw Crooswijk. In sommige buurtjes van Nieuw Crooswijk, met name in het Schutterskwartier, is veel particulier eigendom. Samen met projectontwikkelaar Proper-Stok en bouwmaatschappij ERA Bouw heeft het WBR de handen ineengeslagen voor een grootschalig herstructureringsproject in Nieuw Crooswijk. Het samenwerkingsverband tussen de drie partijen, opererend onder de naam Ontwikkelingscombinatie Nieuw Crooswijk (OCNC), presenteerde begin 2004 het Masterplan Nieuw Crooswijk. Op 3 februari 2005 ging (met 7 stemmen tegen) de gemeenteraad van Rotterdam akkoord met het Masterplan Nieuw Crooswijk. Inmiddels is er een gedetailleerde samenwerkingsovereenkomst gesloten tussen de OCNC en het gemeentebestuur.

### Masterplan Nieuw Crooswijk
Het Masterplan is opgesteld door West 8, een in Rotterdam gehuisvest bureau voor Urban Design & Landschapsarchitectuur, opgericht door Adriaan Geuze. Het masterplan beoogt de bouwblokken, infrastructuur en publieke ruimte van Nieuw Crooswijk te verbeteren. Daartoe is ervoor gekozen om 85 procent van de bestaande vooroorlogse woningen te slopen. De nieuwbouw zal voornamelijk bestaan uit hoogbouw-appartementenblokken. Momenteel kent Nieuw Crooswijk enkel laagbouw tot maximaal vier hoog. Afgezien van de grootste straten in Nieuw Crooswijk, wordt het stratenpatroon in de wijk drastisch gewijzigd om plaats te maken voor tuinen en grotere percelen voor grotere huizen. Een variatie aan woningen in de diverse bouwblokken gaat ingevuld worden door zeven verschillende architecten(bureaus).
Het belangrijkste en meest omstreden element van het Masterplan is de sloop van 1.800 van de 2.100 woningen (85%) in Nieuw Crooswijk. Na de voltooiing van de reconstructie zal 70% van de woningen een middeldure of dure huur- of koopwoning zijn, terwijl momenteel 95% van de woningen een huurwoning is met voor het overgrote deel een betaalbare huur.

### Verzet van bewoners
Crooswijk, een vooroorlogse arbeiderswijk, wordt van oudsher gekenmerkt door een sterke sociale cohesie. Veel inwoners kwamen in verzet tegen het Masterplan omdat zij hun wijk niet wilden verlaten. Ook realiseerden velen zich dat zij het zich (financieel) niet konden permitteren een nieuwbouw-huurwoning te betrekken in het Nieuw Crooswijk van het Masterplan. Zeven bewonerscomités in Nieuw Crooswijk sloegen in mei 2004 de handen ineen en richtten een nieuw samenwerkingsverband op: De Federatie Bewonerscomités Nieuw Crooswijk (FBNC). Sinds januari 2005 is de FBNC een stichting. De FBNC is van mening dat de meeste van de te slopen huurwoningen in Nieuw Crooswijk in goede tot zeer goede staat verkeren en hanteert het standpunt 'Slopen alleen waar nodig’ en ‘Renoveren waar mogelijk’ en wil de huidige kwaliteiten (sociale cohesie, 'thuis voelen' in de wijk) van Nieuw Crooswijk behouden.
Op 19 september 2005 presenteerde de FBNC een Alternatief Masterplan, samengesteld door architecten, stedenbouwkundigen, sociologen en historici. De FBNC wordt regelmatig geadviseerd door een "Commissie van Wijzen", waaraan o.a. prof. ing. André Thomsen, Hoogleraar Woningbeheer en woningverbetering, Technische Universiteit Delft deelneemt. Architect en TU Delft-onderzoeker Lucas van Zuijlen heeft in 2004 een studie gedaan naar het bijzondere ontwerp van alle bouwblokken op de voormalige reserveboezems en vooral het derde blok, ontworpen door Granpré Molière met medewerking van Jos Klijnen, geniet vanwege de schakeling van wooneenheden voor oudere gezinnen en eenoudergezinnen nog steeds internationaal waardering voor de typisch Nederlandse vooruitstrevende politiek.
De herhuisvesting van bewoners is, met de eerste verhuisgesprekken door het WBR, in 2004 begonnen. Van de 1800 te slopen woningen, waren circa 100 bewoner-eigenaren. Het WBR heeft een groot deel van deze eigenaren (geconcentreerd in het Schutterskwartier) inmiddels uitgekocht. Na vertraging door bewonersprotest en gerechtelijke procedures, begon in 2007 de sloop van het eerste deelgebied (Boezemlaan en Kop van het Klein Trapezium). Inmiddels zijn ook grote delen van het Wandeloordgebied gesloopt.
Op 2 maart 2006 keurde de gemeenteraad van Rotterdam een nieuw bestemmingsplan Nieuw Crooswijk, goed. Op 7 november 2006 keurden ook Gedeputeerde Staten (GS) het bestemmingsplan goed. Tegen dit besluit is door diverse partijen bezwaar gemaakt. De uitspraak van de Raad van State (RvS) over bestemmingsplan Nieuw Crooswijk volgde op 19 maart 2008. De RvS achtte het bestemmingsplan op een aantal aspecten niet volledig, zoals wat betreft de luchtkwaliteit en de stedenbouwkundige planregeling voor bouwblokken direct naast de begraafplaatsen. Gevolg van de uitspraak van de RvS is dat GS een nieuw besluit moeten nemen en er nieuwe gemeentelijke voorschriften moeten komen wat betreft begraafplaatsranden. Voor het Nieuw Trapezium en de Brede School waren al (onherroepelijke) bouwvergunningen verstrekt daardoor de bouw van beide gebouwen in 2008 een aanvang kon nemen.
Medio januari 2009 hebben Woonstad Rotterdam en de OCNC besloten de sloop en herhuisvesting in Nieuw Crooswijk voorlopig met anderhalf tot twee jaar uit te stellen. “Door verschillende factoren, waaronder het ontbreken van een geldig bestemmingsplan, is er vertraging ontstaan in de bouw. Daarnaast geeft het economische klimaat onzekerheid en door de internationale kredietcrisis staat ook de huizenmarkt onder druk. Op de bouwaanvraag voor het eerste bouwblok in het Wandeloordgebied is formeel bezwaar gemaakt,” geeft de OCNC aan als factoren van uitstel.
De woningen zijn tussen 2010 en 2020 opgeleverd. Het project is afgerond.

## Openbaar vervoer
In de wijk rijdt het volgende openbaar vervoer:
- Buslijn 38 Crooswijk - Schiedam
- Tramlijn 7 Marconiplein - (Woudestein)Burgemeester Oudlaan

Tot 2 september 1967 had Tramlijn 15 zijn eindpunt in deze wijk.
Tot december 2012 had Buslijn 46 zijn eindpunt in deze wijk.

## Galerie

Crooswijk
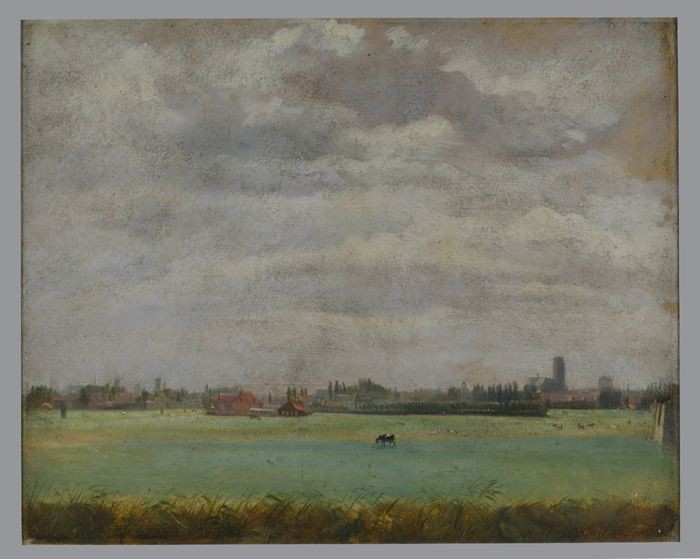
Rotterdam gezien vanuit Crooswijk tussen 1858 en 1864
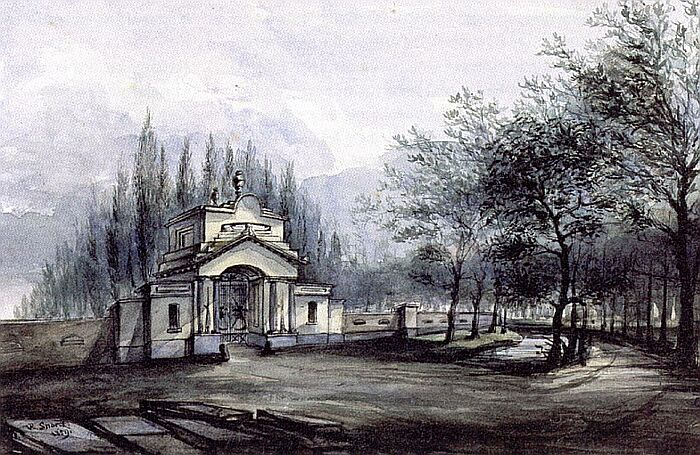
Begraafplaats
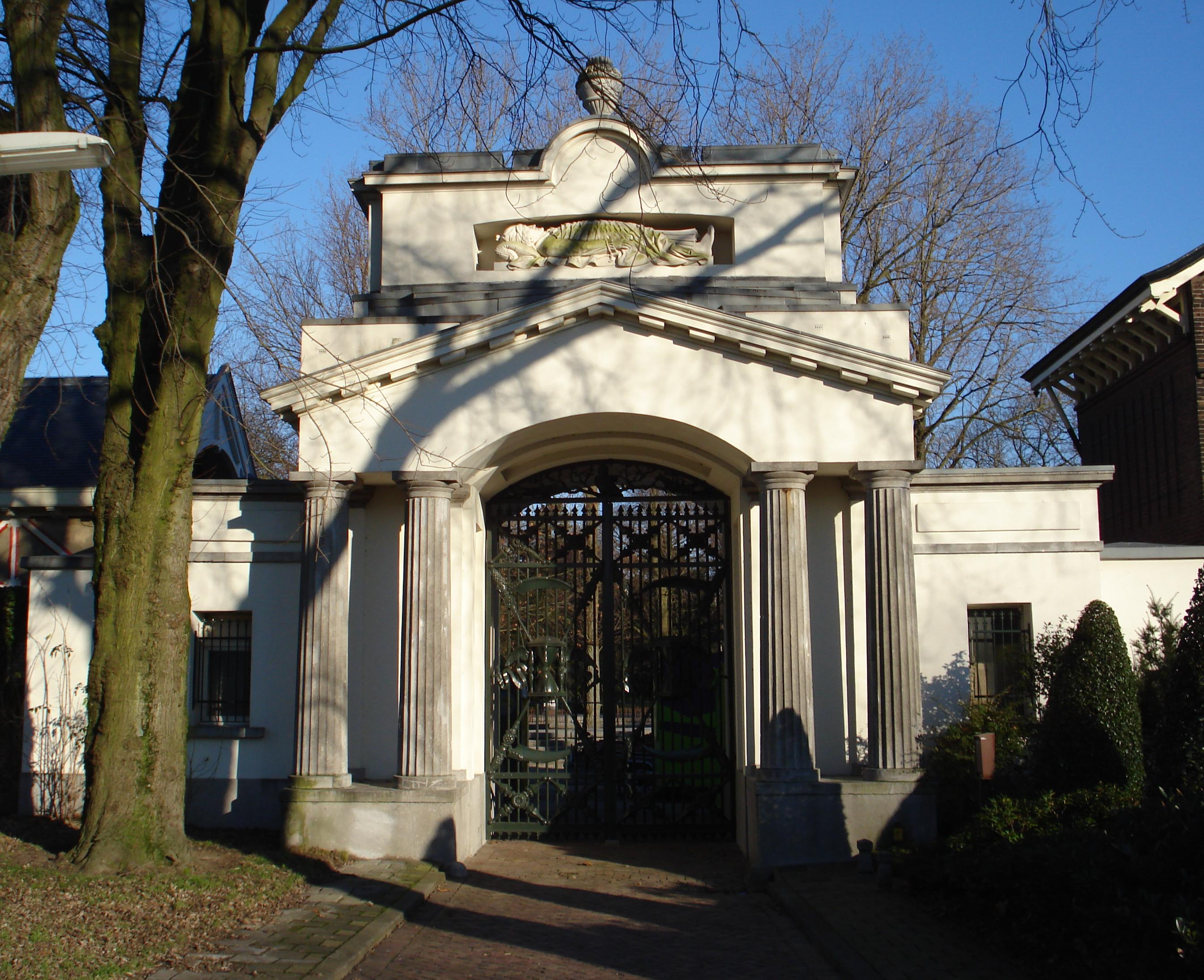
Begraafplaats
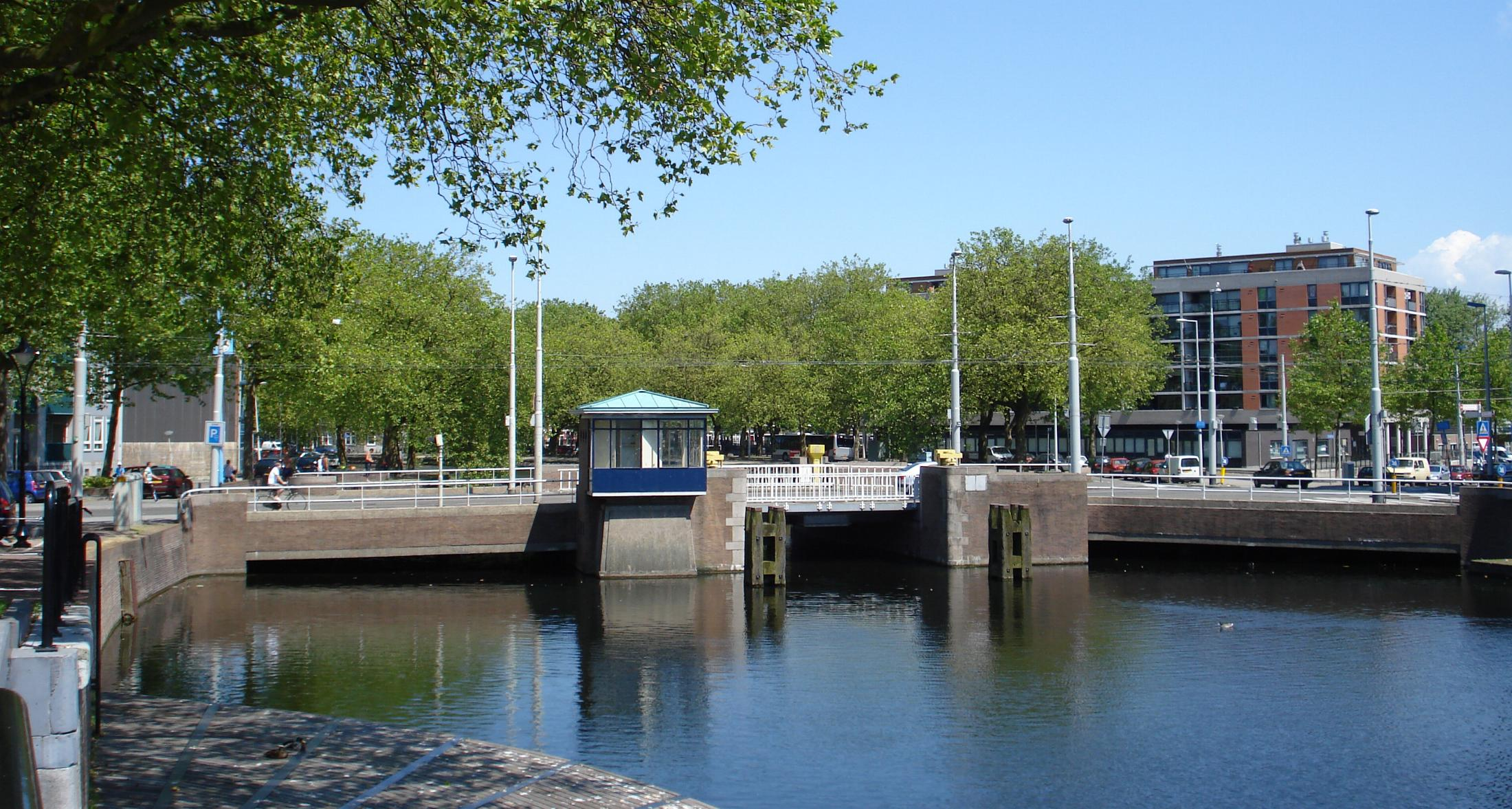
Oude Noorden/Crooswijk. Zaagmolenbrug
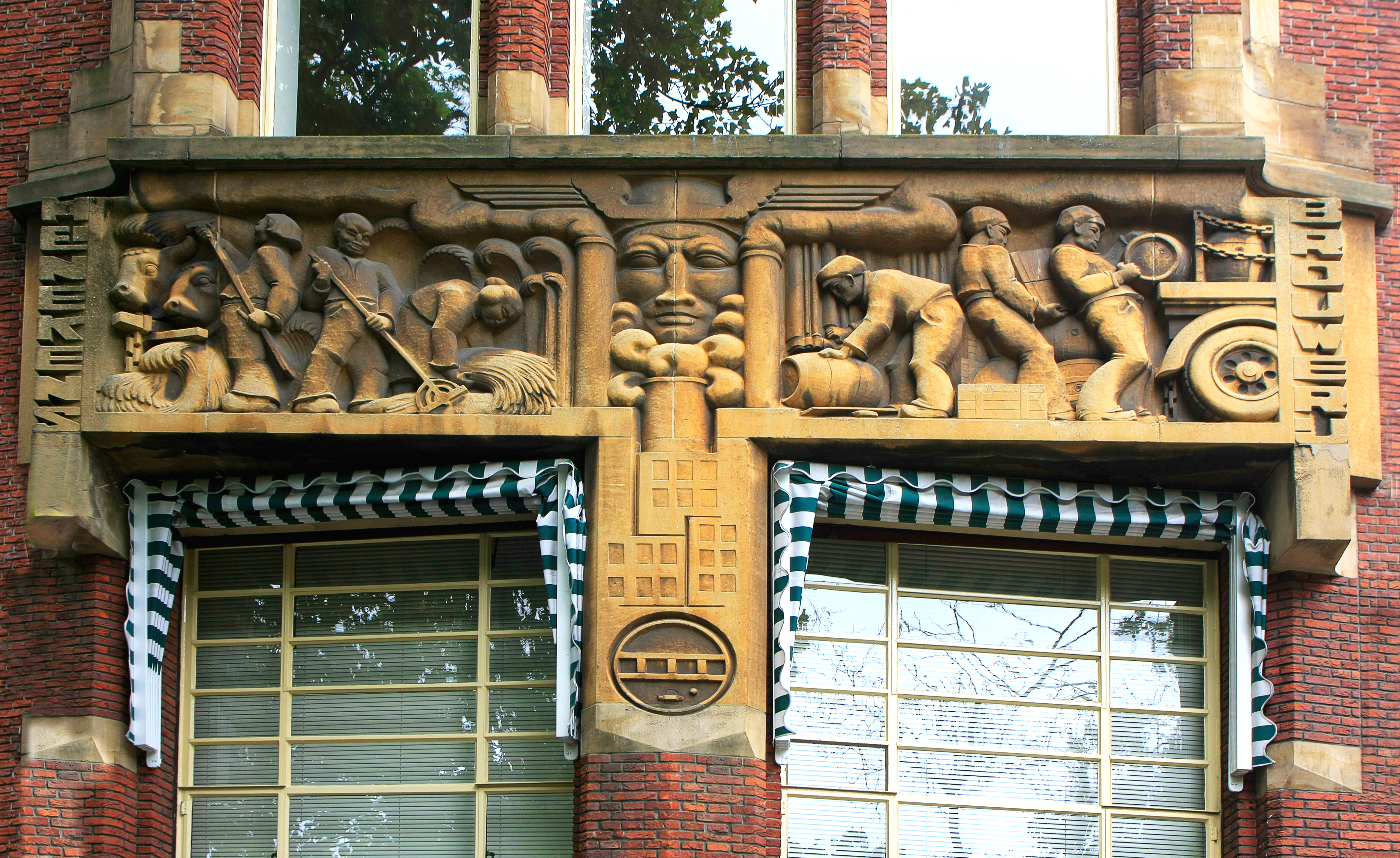
Heineken

## Bekende Crooswijkers
Bekende Crooswijkers zijn:
- Chris van Abkoude, schrijver
- Jan Boskamp, profvoetballer, trainer en voetbalanalist
- Tinus Bosselaar, profvoetballer
- Robin van Galen, Gouden waterpolocoach 2008
- Corrie van Gorp, zangeres-danseres
- Piet van Gorp, accordeonist van The Three Jacksons
- Bep van Klaveren, profbokser
- Piet Koopmans, accordeonist van The Three Jacksons
- Bea Meulman, actrice
- Nelleke Noordervliet, schrijfster
- Ton Pattinama, profvoetballer
- Rita Reys, jazzzangeres
- Harry van der Velde, accordeonist van The Three Jacksons
- Def rhymz, opgegroeid in Crooswijk en Nederlandse hiphop artiest

Crooswijk · 
De Esch · 
Kralingen · 
Rubroek · 
Struisenburg
Rotterdam Centrum ·
Rotterdam-Noord ·
Rotterdam-Oost ·
Rotterdam-West ·
Rotterdam-Zuid ·
110-Morgen ·
Afrikaanderwijk ·
Agniesebuurt ·
Bergpolder ·
Beverwaard ·
Blijdorp ·
Blijdorpse polder ·
Bloemhof ·
Boomgaardshoek ·
Bospolder-Tussendijken ·
CS-kwartier ·
Carnisserbuurt ·
Cool ·
Crooswijk ·
De Esch ·
De Veranda ·
Delfshaven ·
Delfshaven-Schiemond ·
Dijkzigt ·
Feijenoord ·
Gadering ·
Groenenhagen-Tuinenhoven ·
Groot-IJsselmonde ·
Heijplaat ·
Het Lage Land ·
Hillegersberg ·
Hillesluis ·
Homerusbuurt ·
Hordijkerveld ·
Kandelaar ·
Karl Marxbuurt ·
Katendrecht ·
Kiefhoek ·
Kleinpolder ·
Kleiwegkwartier ·
Kop van Zuid ·
Kralingen ·
Kralingse Veer ·
Kreekhuizen ·
Landzicht ·
Liskwartier ·
Lloydkwartier ·
Lombardijen ·
Meeuwenplaat ·
Middelland ·
Middengebied ·
Millinxbuurt ·
Molenlaankwartier ·
Molièrebuurt ·
Nesselande ·
Nieuw Engeland ·
Nieuw-Mathenesse ·
Nieuwe Westen ·
Nooddorp ·
Noordereiland ·
Ommoord ·
Oosterflank ·
Oud-Charlois ·
Oud-IJsselmonde ·
Oud-Mathenesse ·
Oude Noorden ·
Oude Westen ·
Oudeland ·
Overschie ·
Pendrecht ·
Prinsenland ·
Provenierswijk ·
Reyeroord ·
Rubroek ·
Sagenbuurt ·
Scheepvaartkwartier ·
Schiebroek ·
Schiemond ·
's-Gravenland ·
Smeetsland ·
Spaanse Polder ·
Spangen ·
Sportdorp ·
Stadsdriehoek ·
Struisenburg ·
Tarwewijk ·
Terbregge ·
Tussenwater ·
Varenbuurt ·
Vondelingenplaat ·
Vreewijk ·
Waalhaven ·
Westpunt ·
Wielewaal ·
Witte Dorp ·
Zalmplaat ·
Zenobuurt ·
Zestienhoven ·
Zevenkamp ·
Zomerland ·
Zuidwijk